# Hans-Werner Frömmel

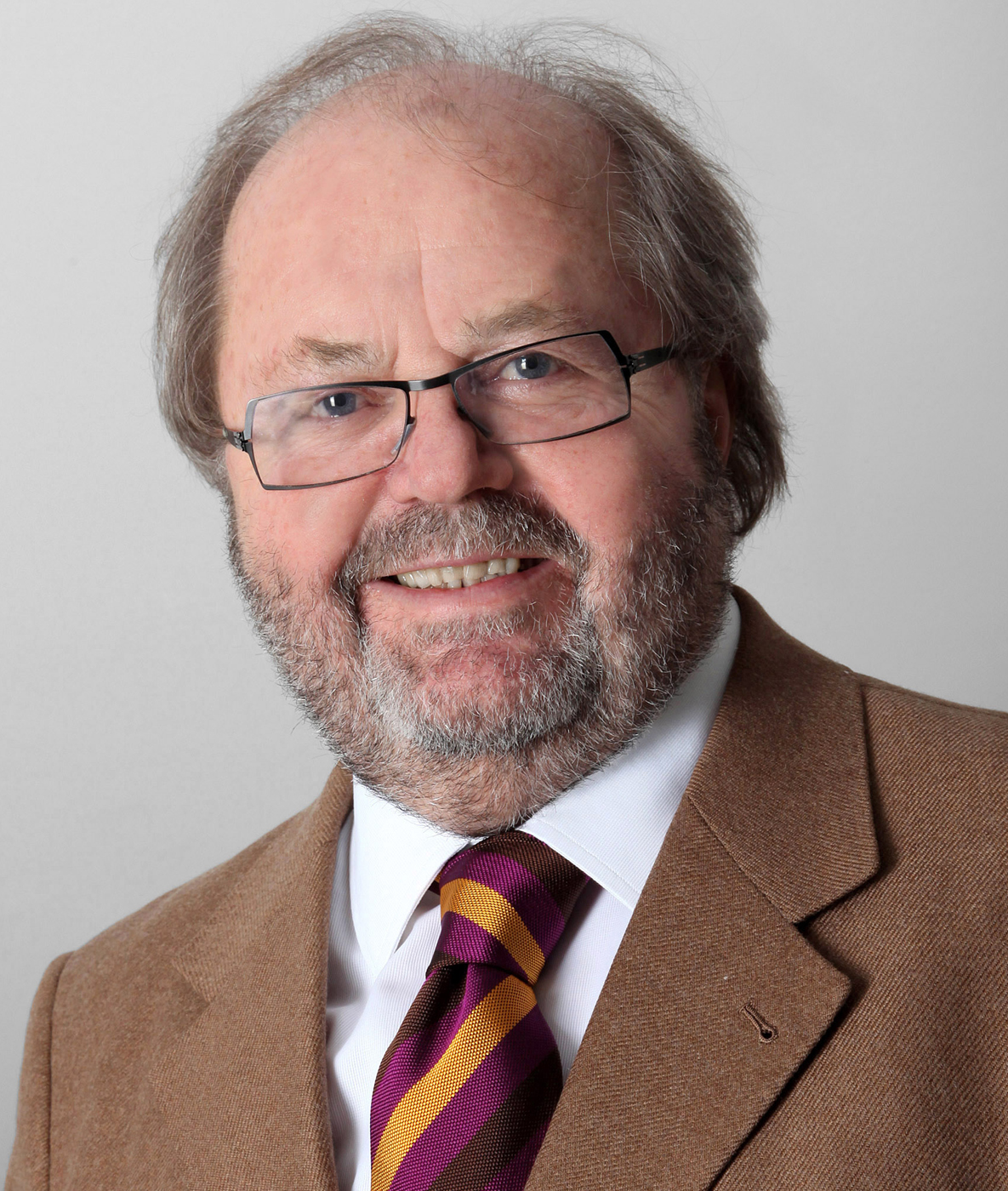
Hans Werner Frömmel (2009)

Hans-Werner Frömmel (* 5. Juli 1942 in Linz) ist ein österreichischer Bauunternehmer, Tourismusunternehmer und Wirtschaftskammerfunktionär.

## Leben
Hans-Werner Frömmel besuchte die Volksschule in Wolfsegg am Hausruck, Köflach und Bad Gleichenberg. Er besuchte das Bundesrealgymnasium in der Mariengasse in Graz und dann von 1956 bis 1961 die HTBLVA Graz-Ortweinschule, wo er maturierte.
1961 trat er als Bautechniker in die Baufirma Ing. Wilhelm Mandlbauer GmbH & Co KG, die Firma seines Stiefvaters, ein. Nach seinem Dienst im Bundesheer (1962) und einer beruflichen Zwischenstation als Bauleiter in Innsbruck (1963–1964) kehrte Frömmel 1964 in das Familienunternehmen zurück. 1967 erhielt er Einzelprokura; 1977 wurde er Gesellschafter und übernahm schließlich 1984 das Unternehmen. 2008 wurde das Unternehmen in eine Aktiengesellschaft umgewandelt und Hans-Werner Frömmel wurde Aufsichtsratsvorsitzender der Mandlbauer AG.
2014 gab er seine Mandlbauer-Firmenanteile familienintern weiter und konzentriert sich seitdem auf seine zahlreichen Tourismusprojekte sowie seine Aufgaben als Bundesinnungsmeister der Bundesinnung Bau. Er ist weiters Inhaber der MB Projektbau GmbH, Mandlbauer ABS, Mandlbauer Rea, Süd Ost BaugesmbH sowie der Werbeagentur CREATIVE.
Hans-Werner Frömmel ist verheiratet und lebt in der Steiermark.

## Tätigkeit als Unternehmer
Hans-Werner Frömmel hat das Familienunternehmen Mandlbauer zu einer Aktiengesellschaft mit zirka 500 Mitarbeitern und einem Jahresumsatz von über 100 Mio. Euro umgewandelt. Die Unternehmensgruppe umfasst aktuell (Stand: Juli 2012) rund 50 Betriebe im Bau- und Tourismusbereich.
Im Tourismus ist Hans-Werner Frömmel ebenfalls tätig. Zu seinen Projekten gehörten die Entwicklung, die Errichtung, Beteiligung und teilweise der Betrieb von Hotels, insbesondere Thermenhotels in Bad Radkersburg, Bad Gleichenberg, Bad Mitterndorf, Bad Loipersdorf sowie Bad Elster/Sachsen. Frömmel war für die bauliche Umsetzung von Großprojekten verantwortlich, unter anderem für den Bau der Fachhochschule in Bad Gleichenberg und des Wellness-Hotels Steirerhof in Bad Waltersdorf. Zu Frömmels Hotel-Projekten am Wörthersee gehören Werzer’s Hotel Resort in Pörtschach, Werzer’s Seehotel Wallerwirt und Werzer’s Hotel in Velden am Wörthersee.

## Tätigkeit als Funktionär

### Positionen und Funktionen
Frömmel war von 1980 bis 2000 Bezirksmeister Bau. Seit 1990 ist er Mitglied des Landesinnungsausschusses Steiermark. Von 1995 bis 2000 war er zunächst Landesinnungsmeister-Stellvertreter für das Baugewerbe Steiermark. Seit 2000 ist er Vorsitzender des Sozialpolitischen Ausschusses der Bundesinnung Bau. Von 2000 bis 2008 war er Landesinnungsmeister der Landesinnung Bau Steiermark. Von 2000 bis 2008 war er zugleich Bundesinnungsmeister-Stellvertreter. 2008 wurde er Bundesinnungsmeister der Wirtschaftskammer Österreich (WKÖ). 2010 und 2015 wurde er jeweils für weitere fünf Jahre als Bundesinnungsmeister gewählt. Er ist damit oberster Vertreter des Baugewerbes in Österreich. Frömmel hatte bzw. hat außerdem folgende Funktionen bei der Bauarbeiter-Urlaubs- und Abfertigungskasse (BUAK, Mitarbeiterversorgungsinstitution des Baugewerbes) inne: BUAK-Beiratsmitglied (2004–2009), BUAK-Ausschussmitglied (seit 2004), BUAK-Vorstandsmitglied (seit 2007), BUAK-Obmann-Stellvertreter (2011–2012) und BUAK-Obmann (seit 2012).

### Wirken
Im Bereich der Sozialpolitik war Hans-Werner Frömmel an der Reform des Bauarbeiter-Urlaubsrechtes und dessen Angleichung an das allgemeine Urlaubsrecht beteiligt, ebenso an der Bekämpfung der Unterwanderung der Bauwirtschaft durch „Schwindelfirmen“ und der Verhinderung von Sozialbetrug und Lohndumping. Weiters setzte er eine neue, zeitgemäße Dienst- und Besoldungsordnung der BUAK durch. Er unterstützte Initiativen wie die AuftraggeberInnenhaftung, Anmeldung vor Arbeitsbeginn und auch die Aktion „BAUfair!“. Als ein Meilenstein seiner Funktionärslaufbahn gilt das 2013 ins Leben gerufene Überbrückungsgeld für Bauarbeiter.
Im Bildungssektor hat sich Frömmel für die Einführung von Fachhochschul-Studiengängen in der Bauwirtschaft engagiert. 2003 war er an der Einführung des postgradualen Lehrgangs universitären Charakters „Projektmanagement Bau“ in der Steiermark beteiligt und hat in der Folge als Bundesinnungsmeister 2011 den Aufbau des Masterlehrganges „Life Cycle Management-Bau“ an der Donau-Universität Krems unterstützt. Für sein Engagement im Bereich der berufsbegleitenden Weiterbildung erhielt Frömmel 2012 den Titel „Ehrensenator“ der Donau-Universität Krems verliehen. Weiters hat er am Aufbau der Österreichischen Lehrbauhöfe und deren Erweiterung zu bundesweit flächendeckenden Bau-Akademien mitgewirkt.
Im Bereich der Facharbeiterausbildung wurde auf Initiative von Frömmel u. a. eine Lehrlingsprämie für Ausbildungsbetriebe in der Höhe von 1.650 Euro pro Lehrling und pro Jahr eingeführt.
Frömmel setzte sich für die Zweckbindung der staatlichen Wohnbauförderung ein, da staatliche Förderung „Ghettobildung verhindere und den sozialen Frieden sichere“. Gemeinsam mit den Bau-Sozialpartnern erarbeitete er ein Konzept für eine Wohnbauoffensive, welches von der Bundesregierung im Februar 2015 aufgegriffen wurde. Ebenso unterstützte Frömmel die Forcierung von ökologischen und energiesparenden Bauweisen und die Einführung der staatlichen Förderung für die „Thermische Gebäudesanierung“. Frömmel setzt sich für die „Seniorengerechte Sanierung“ von Wohnraum ein, wozu er in seinen Vorträgen detaillierte Konzepte vorgestellte. Frömmel gründete 2014 das Kompetenzzentrum Bauforschung in Salzburg. Unter seiner Führung gelang es der Bundesinnung Bau, nach langen Verhandlungen mit Austrian Standards International, Anfang 2015 ein bundesweites Normenpaket abzuschließen und damit allen Mitgliedsbetrieben einen kostenlosen Normenzugang zu ermöglichen.
Als Landesinnungsmeister war er Mitinitiator der Winterbauoffensive, einem Modell zur Bekämpfung der Winterarbeitslosigkeit mit einer Förder-Hebelwirkung von 1:10.

## Ehrungen und Auszeichnungen
- 2000 wurde Frömmel der Berufstitel Kommerzialrat verliehen.
- 2012: Großes Ehrenzeichen der Republik Österreich[4]
- Ehrenring der Gemeinde Bad Gleichenberg, dem Ehrenring der Landesinnung Bau Steiermark und dem Ehrenring der Steirischen Bauwirtschaft[1]
- 2012 wurde Frömmel der Titel Ehrensenator der Universität für Weiterbildung Krems verliehen.